# Arotes
Arotes is een geslacht van insecten uit de orde vliesvleugeligen (Hymenoptera) en de familie Ichneumonidae.

## Soorten
- A. albicinctus Gravenhorst, 1829
- A. amoenus Cresson, 1868
- A. annulicornis Kriechbaumer, 1894
- A. decorus (Say, 1835)
- A. facialis (Cameron, 1886)
- A. flaviscutatus Wang & Huang, 1993
- A. maculatus Sheng & Sun, 2007
- A. maurus Rohwer, 1920
- A. melleus (Say, 1835)
- A. moiwanus (Matsumura, 1912)
- A. nigricoxis (Forster, 1888)
- A. odontus Uchida, 1934
- A. pammae Gauld, 1991
- A. sugiharai Uchida, 1934
- A. ucumari Castillo & Saaksjarvi, 2011
- A. ustulatus Kriechbaumer, 1894